# Cornel Dora

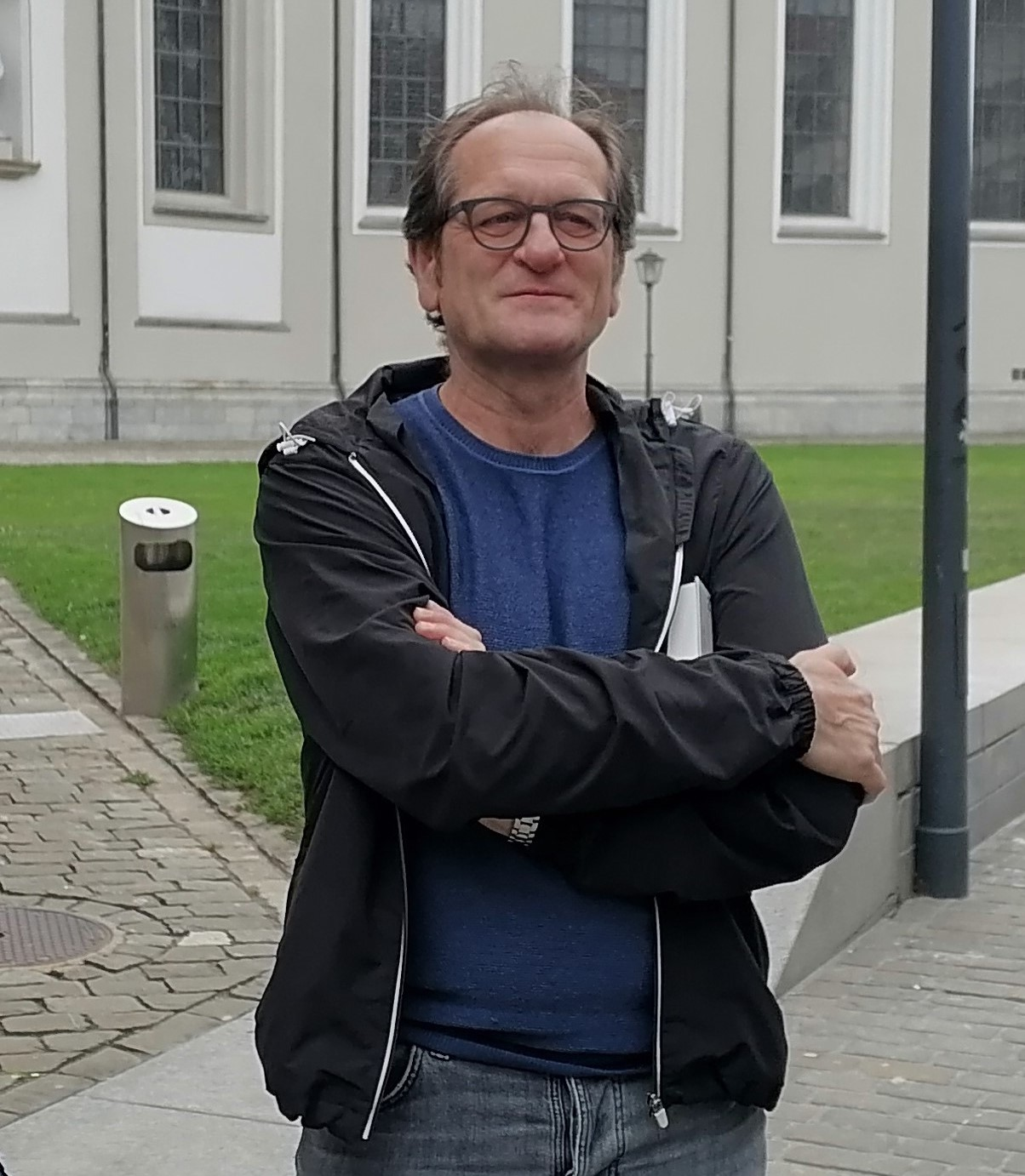
Cornel Dora (2023)

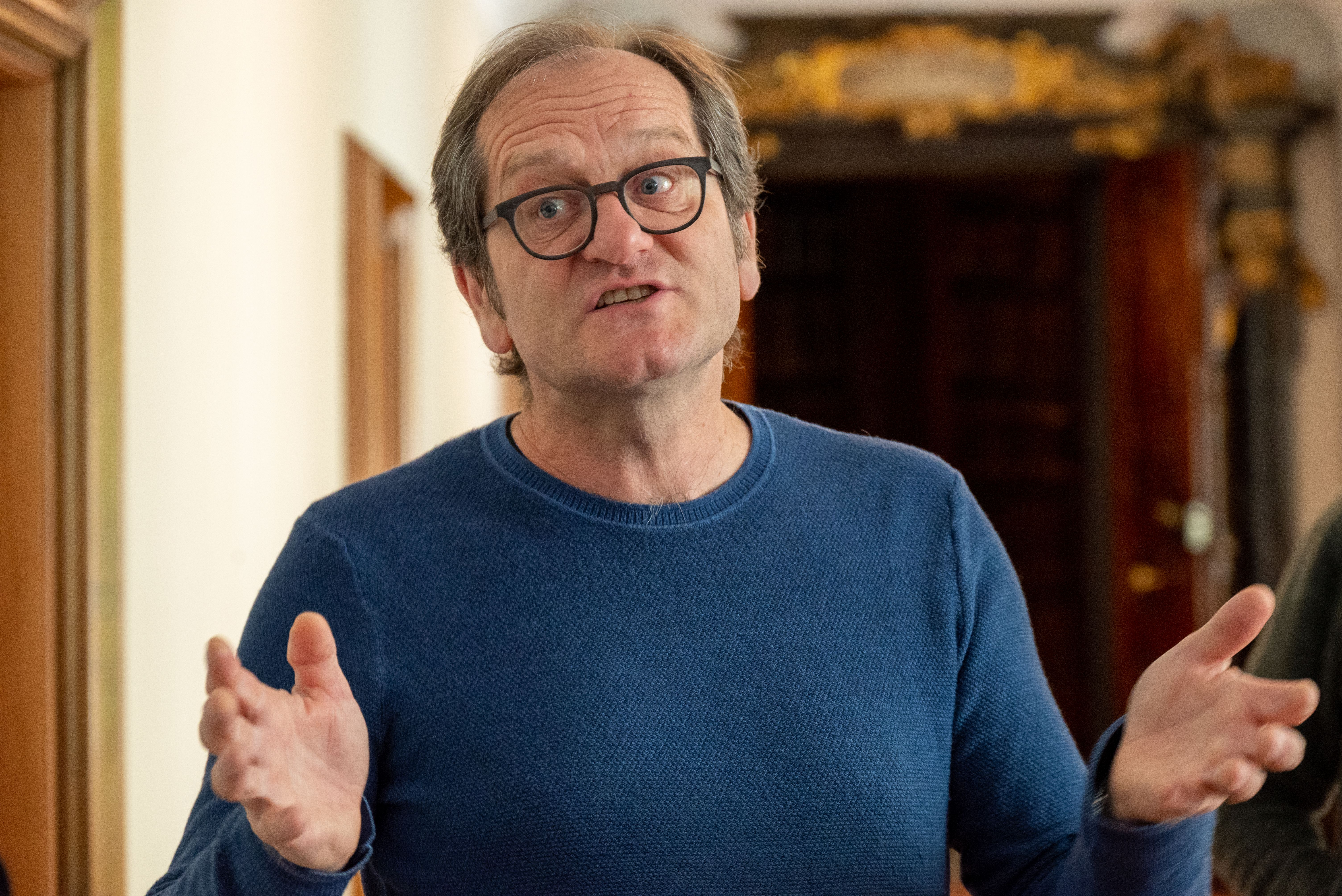
Cornel Dora erläutert die altgriechische Inschrift über dem Eingang zur Stiftsbibliothek: ΨYXHΣ IATPEION, sinngemäss „Arznei für die Seele“.

Cornel Dora (* 1963) ist ein Schweizer Historiker und Anglist. Er leitete ab 2001 die St. Galler Kantonsbibliothek und ist seit 2013 Stiftsbibliothekar von St. Gallen.

## Leben
Cornel Dora promovierte 1993/94 an der Universität Zürich zum Thema Augustinus Egger von St. Gallen, 1833–1906 – ein Bischof zwischen Kulturkampf, sozialer Frage und Modernismusstreit. Dora bildete sich weiter als wissenschaftlicher Bibliothekar und hat ein Executive MBA der Universität St. Gallen.
In den Jahren 1993 bis 2001 arbeitete er in der Stiftsbibliothek als Bibliothekar, von 1996 bis 2001 als stellvertretender Stiftsbibliothekar. Von 2001 bis 2013 leitete Dora die Kantonsbibliothek Vadiana. Als Kantonsbibliothekar gestaltete er das neue kantonale Bibliotheksgesetz prägend mit und brachte das Projekt «Bibliothek Hauptpost» St. Gallen erfolgreich voran. Weiter engagierte er sich bei der Lancierung der Digitalen Bibliothek St. Gallen 2008, welche 2011 zur Digitalen Bibliothek Ostschweiz wurde. Diese entwickelte sich in drei Jahren zur grössten E-Bibliothek im deutschsprachigen Raum.
Zum 1. November 2013 wurde er vom Administrationsrat (der Exekutive des Bistums St. Gallen) als St. Galler Stiftsbibliothekar gewählt. Als Nachfolger von Ernst Tremp ist er der Jüngste in der seit dem 9. Jahrhundert laufenden Liste der Stiftsbibliothekare des Klosters St. Gallen. Er habe keinen Heimvorteil genossen, sondern sich normal beworben, erklärte Hans Wüst, der Präsident des Wahlgremiums. Neben seiner Erfahrung als Bibliothekar und Manager habe auch Doras Know-how als Ausstellungsmacher, seine zahlreichen Kontakte im Bibliothekswesen und sein passendes Alter gesprochen. «Uns geht es darum, zu zeigen, dass die Inhalte der Bibliothek nicht veraltet sind, sondern auch für die Gegenwart eine Bedeutung haben», sagte Wüst. Hier seien neue Wege und Präsentationstechniken gefragt.

## Werke (Auswahl)
Autor
- Wenn Bücher «Recht» haben: Justitia und ihre Helfer in Handschriften der Stiftsbibliothek St. Gallen. Katalog der Jahresausstellung, Stiftsbibliothek St. Gallen, 30. November 2014 bis 8. November 2015. Verlag am Klosterhof, St. Gallen, ISBN 978-3-905906-14-1.
- mit Franz Xaver Bischof: Ortskirche unterwegs: das Bistum St. Gallen 1847–1997. Festschrift zum hundertfünfzigsten Jahr seines Bestehens. Mit einem Beitr. von Fabrizio Brentini. Verlag am Klosterhof, St, Gallen, ISBN 978-3-906616-43-8.
- Barockes Universum : Religion und Geist in der Fürstabtei St. Gallen. Schwabe, Basel 2017, ISBN 978-3-906819-26-6.

Herausgeber
- Schepenese: Die ägyptische Mumie in der Stiftsbibliothek St. Gallen. Verlag am Klosterhof, St. Gallen 1998, ISBN 3-906616-45-2.
- Vater für die Armen – Otmar und die Anfänge des Klosters St. Gallen. Sommerausstellung 12. März 2019 bis 17. November 2019. Schwabe Verlag, Basel 2019, ISBN 978-3-905906-33-2.
- Arznei für die Seele. Mit der Stiftsbibliothek St. Gallen durch die Jahrhunderte: Sommerausstellung 14. März bis 12. November 2017. Verlag am Klosterhof, St. Gallen 2017, ISBN 978-3-905906-21-9.